# Atesta mediana
Atesta mediana là một loài bọ cánh cứng trong họ Cerambycidae.